# Epica (альбом)
Epica — шестой полноформатный студийный альбом американской пауэр-метал-группы Kamelot, вышедший 13 января 2003 года на лейбле Noise Records. Сюжет альбома основан на поэме Иоганна Вольфганга Гёте Фауст. В 2005 году его историю продолжил альбом The Black Halo. В записи Epica приняло участие большое количество сторонних музыкантов, симфонический оркестр, а партии женского вокала исполнила жена гитариста группы Мэри Янгблад.

## Сюжет
Главным героем истории является Ариэль — искатель правды, который безуспешно пытается найти ответы на основные вопросы мироздания в религии и науке. В конце концов, разочаровавшись и в том, и в другом, он решительно порывает со всей своей прошлой жизнью и пускается в путешествие по свету, но и оно не приносит ему облегчения.
И когда Ариэль пребывает в самой бездне отчаяния, к нему неожиданно является некто по имени Мефисто и предлагает сделку: взамен на душу Ариэль получит все блага и удовольствия мира, какие только существуют. Всё ещё сомневающийся герой становится почётным гостём на пиру в замке Мефисто в окрестностях небольшого города. Он поражён тем почётом и обожанием, которым его окружают остальные гости и слуги, и в итоге принимает предложение своего нежданного благодетеля, который на самом деле является дьяволом.
Неожиданно на улицах города Ариэль встречает Елену — подругу своего детства, которую он когда-то любил. Он потрясён тем, что она нашла его здесь, и они проводят ночь вместе. Но на следующее утро Ариэль говорит Елене, что ей следует навсегда забыть о нём, поскольку его ждут великие свершения и цели, а любовь в сравнении с ними ничего для него не значит. Покинутая девушка бросается в реку, и её душу забирает Речной Дух.
Городской глашатай на площади объявляет о самоубийстве Елены, и об этом становится известно Ариэлю, который к своему ужасу узнаёт, что она была беременна. Он не знает, как теперь будет продолжать свои поиски, а Мефисто уговаривает героя положиться на него и пытается убедить его в том, что страсть и любовь — лишь проклятие людей.
История Ариэля была продолжена в альбоме The Black Halo.

## Критика
Альбом был в целом воспринят критикой и слушателями благосклонно. Один из критиков сайта MetalStorm охарактеризовал альбом как «идеальный» и оценил его в 10 баллов из 10.

## Список композиций
1. «Prologue» — 1:07
2. «Center Of The Universe» — 5:27
3. «Farewell» — 3:41
4. «Interlude I — Opiate Soul» — 1:10
5. «The Edge Of Paradise» — 4:09
6. «Wander» — 4:24
7. «Interlude II — Omen» — 0:40
8. «Descent Of The Archangel» — 4:35
9. «Interlude III — At The Banquet» — 0:30
10. «A Feast For The Vain» — 3:57
11. «On The Coldest Winter Night» — 4:03
12. «Lost & Damned» — 4:55
13. «Helena’s Theme» — 1:51
14. «Interlude IV — Dawn» — 0:27
15. «The Mourning After (Carry On)» — 4:59
16. «III Ways To Epica» — 6:16

Бонусные композиции
17. «Snow» — 4:21:
18. «Like The Shadows» — 3:45 (Только в японском издании)

## Участники записи
- Рой Хан — Вокал
- Томас Янгблад — Гитара
- Гленн Барри — Бас-гитара
- Кэйси Грилло — Ударные

### Приглашённые музыканты
- Клавишные и Оркестровки — Миро
- Женский вокал — Мэри Йангблад
- Дополнительная гитара- Саша Пайет
- Соло на «Descent of the Archangel» — Лука Турилли
- Клавишные — Гюнтер Верно и Ян П. Рингволд
- Хор — Роберт Хенекке-Риззо, Синтия Риззо, Анни и Херби Ланган
- Бандонеон на «Lost & Damned» — Фабрицио Алехандро
- Роденбергский Симфонический Оркестр
- Контрабас на «On the Coldest Winter Night» — Олаф Рейтмейер
- Джембе на «On the Coldest Winter Night» — Роберт Хенекке-Риззо
- Мастер церемоний на «At the Banquet» и Речной Дух на «Helena’s Theme» — Джон Уилтон
- D-бас на «On the Coldest Winter Night» — Андрэ Нейгенфинд